# Josef Čihák
Josef Čihák (Plzeň, 19 marzo 1963) è un ex tennista cecoslovacco.

## Carriera
In carriera ha vinto 1 torneo di doppio, l'ATP Saint-Vincent nel 1989, in coppia con il connazionale Cyril Suk, sconfiggendo in finale gli italiani Massimo Cierro e Alessandro De Minicis per 6-4, 6-2.
Nei tornei del Grande Slam ha ottenuto il suo miglior risultato raggiungendo il secondo turno di doppio all'Open di Francia nel 1988, 1989 e 1990, e a Wimbledon nel 1989.

## Statistiche

### Doppio

#### Vittorie (1)
| Numero | Anno | Torneo                           | Superficie  | Compagno  | Avversari in finale                  | Punteggio |
| ------ | ---- | -------------------------------- | ----------- | --------- | ------------------------------------ | --------- |
| 1.     | 1989 | ATP Saint-Vincent, Saint-Vincent | Terra rossa | Cyril Suk | Massimo Cierro Alessandro De Minicis | 6–4, 6–2  |